# Каліновиці (Люблінське воєводство)
Каліновиці (пол. Kalinowice) — село в Польщі, у гміні Замостя Замойського повіту Люблінського воєводства.
Населення — 1709 осіб (2011).
У 1975-1998 роках село належало до Замойського воєводства.

## Демографія
Демографічна структура станом на 31 березня 2011 року:
|          | Загалом | Допрацездатний вік | Працездатний вік | Постпрацездатний вік |
| -------- | ------- | ------------------ | ---------------- | -------------------- |
| Чоловіки | 828     | 209                | 549              | 70                   |
| Жінки    | 881     | 200                | 550              | 131                  |
| Разом    | 1709    | 409                | 1099             | 201                  |